# 长柱皂柳
长柱皂柳（学名：Salix wallichiana f. longistyla）为杨柳科柳属皂柳下的一个变型。

## 扩展阅读
- 維基物種上的相關：长柱皂柳